# Sphingonotus aserbeidshanicus
Sphingonotus aserbeidshanicus är en insektsart som beskrevs av Willy Adolf Theodor Ramme 1951. Sphingonotus aserbeidshanicus ingår i släktet Sphingonotus och familjen gräshoppor. Inga underarter finns listade i Catalogue of Life.